# Neva (ime)
Neva je žensko osebno ime.

## Izvor imena
Ime Neva je različica ženskega osebnega imena Nevenka.

## Pogostost imena
Po podatkih Statističnega urada Republike Slovenije je bilo na dan 31. decembra 2007 v Sloveniji število ženskih oseb z imenom Neva: 493.

## Osebni praznik
Osebe z imenom Neva lahko godujejo takrat kot osebe z imenom Nevenka.